# Cora Pearl
Cora Pearl, născută Eliza Emma Crouch, (n. 1835, Plymouth, Anglia, Regatul Unit al Marii Britanii și Irlandei – d. 8 iulie 1886, Paris, Île-de-France, Franța) a fost o demimondenă franceză care a cunoscut o mare celebritate în timpul perioadei celui de-Al Doilea Imperiu Francez. 

## Biografie
Data și locul nașterii sale sunt incerte. Data nașterii a fost dată drept 23 februarie 1842, totuși anul ar putea fi 1835. Unele surse indică că numele de naștere este Eliza Emma Crouch. Locul nașterii nu poate fi verificat însă se știe că familia Crouch a locuit pe coasta sudică a Angliei, în portul Plymouth. Tatăl ei a fost violoncelistul Frederick Nicholls Crouch (1808-1896) iar mama sa Lydia Pearson, cântăreață. Frederick Crouch și-a abandonat familia în 1847, cel mai probabil a fugit de creditori, și a plecat la New York pentru a-și exercita profesia de muzician. Lydia Pearson a decis să o trimită pe Emma la o școală religioasă din Franța.
A stat într-un pension din Boulogne-sur-Mer timp de doi ani, apoi într-o altă instituție la Calais unde a rămas șapte ani. La vârsta de 19 ani se întoarce în Anglia, în casa bunicii sale din Londra, unde își găsește de lucru ca ajutoare de modistă. Acolo îl cunoaște pe baronul Oelsen la care locuiește timp de un an înainte să devină amanta unui proprietar de cabaret londonez, Robert Bignell, mai mare cu zece ani decât ea. În martie 1858, Robert Bignell a dus-o pe Emma la Paris; după un sejur de o lună, când  Robert vrea să se întoarcă în Anglia, Emma decide să rămână la Paris.

### Curtezană

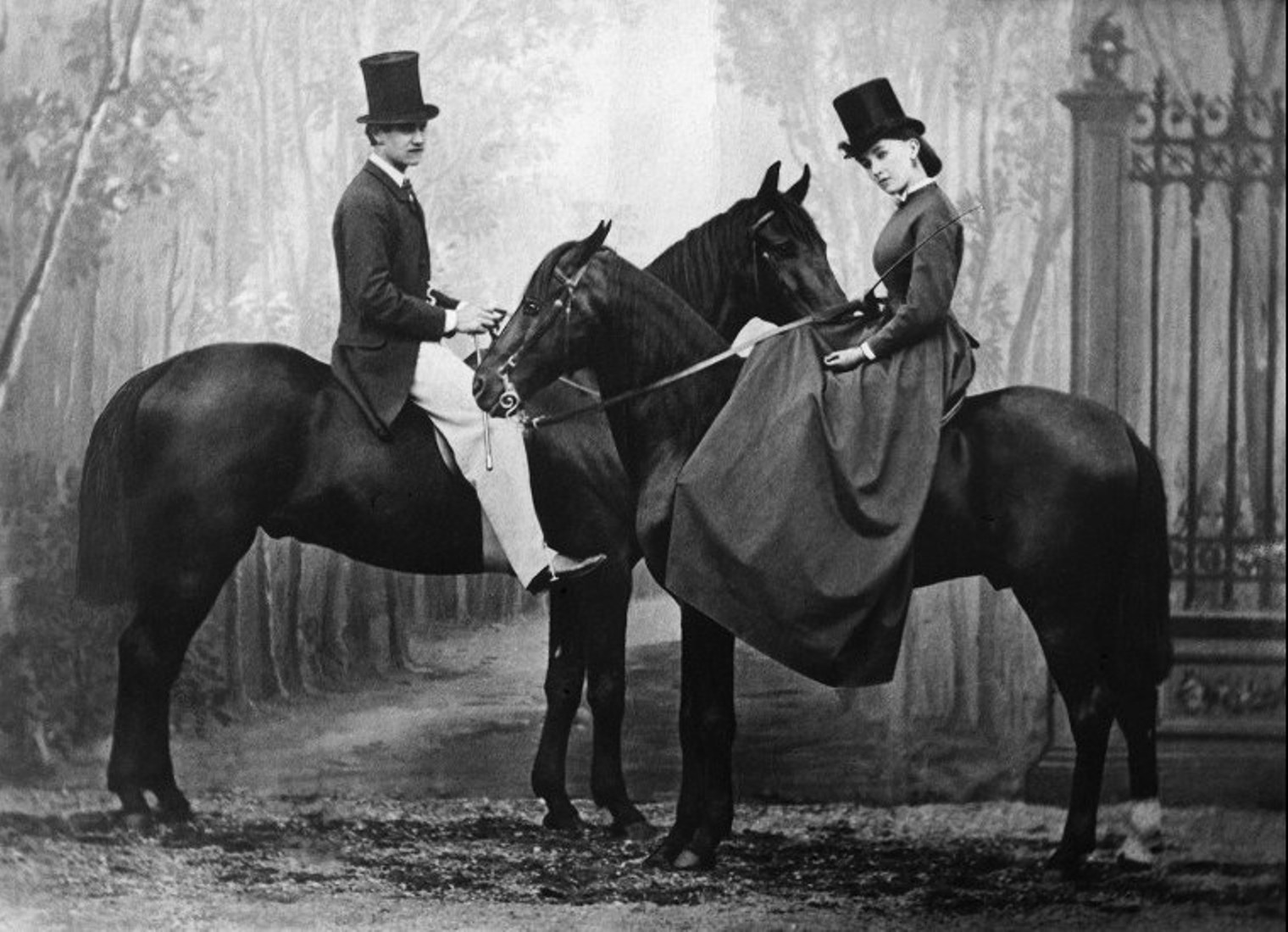
Prințul Achille Murat (1847-1895), fiul prințului Lucien Murat, se îndrăgostește de Cora Pearl. El i-ar fi promis un dar de două sute de mii de franci pentru ziua căsătoriei lor.

Emma alege să devină o femeie galantă. Ea iubește plăcerile carnale dar mai presus de orice, ca cele mai multe demimondene, alege cea mai ușoară cale de a se îmbogății rapid. Ea devine o femeie întreținută în serviciul proxenetului Roubise, care îi procură numeroase relații. Are obiceiul de a ține o evidență a clienților, cu numele lor, detalii intime despre viața lor privată și, uneori, comentarii destul de crude despre performanța lor. După șase ani Roubise moare iar Emma devine liberă și se instalează într-un apartament pe care îl împarte cu prietena ei Carole Hassé, și își ia pseudonimul de Cora Pearl. Îl întâlnește pe ducele de Rivoli, Victor Masséna, care o prezintă în timpul unei seri la Operă, prințului Achille Murat. Cora are o relație cu cei doi bărbați până în 1865, când prințul trebuie să plece în Africa, la ordinele împăratului, să se alăture noul său regiment. 
Ea îl cunoaște pe ducele de Morny, fratele vitreg al împăratului Napoleon al III-lea, în decembrie 1864. Devine amanta sa dar și prietena soției acestuia, Sophie. Grație generozității lui Auguste de Morny, Cora locuiește la sfârșitul anului 1864 la castelul Beauséjour. Organizează petreceri somptuoase și cheltuiește sume astronomice în decorarea palatului în care instalează și o baie de bronz mare, gravată cu monograma ei: trei C împletiți.

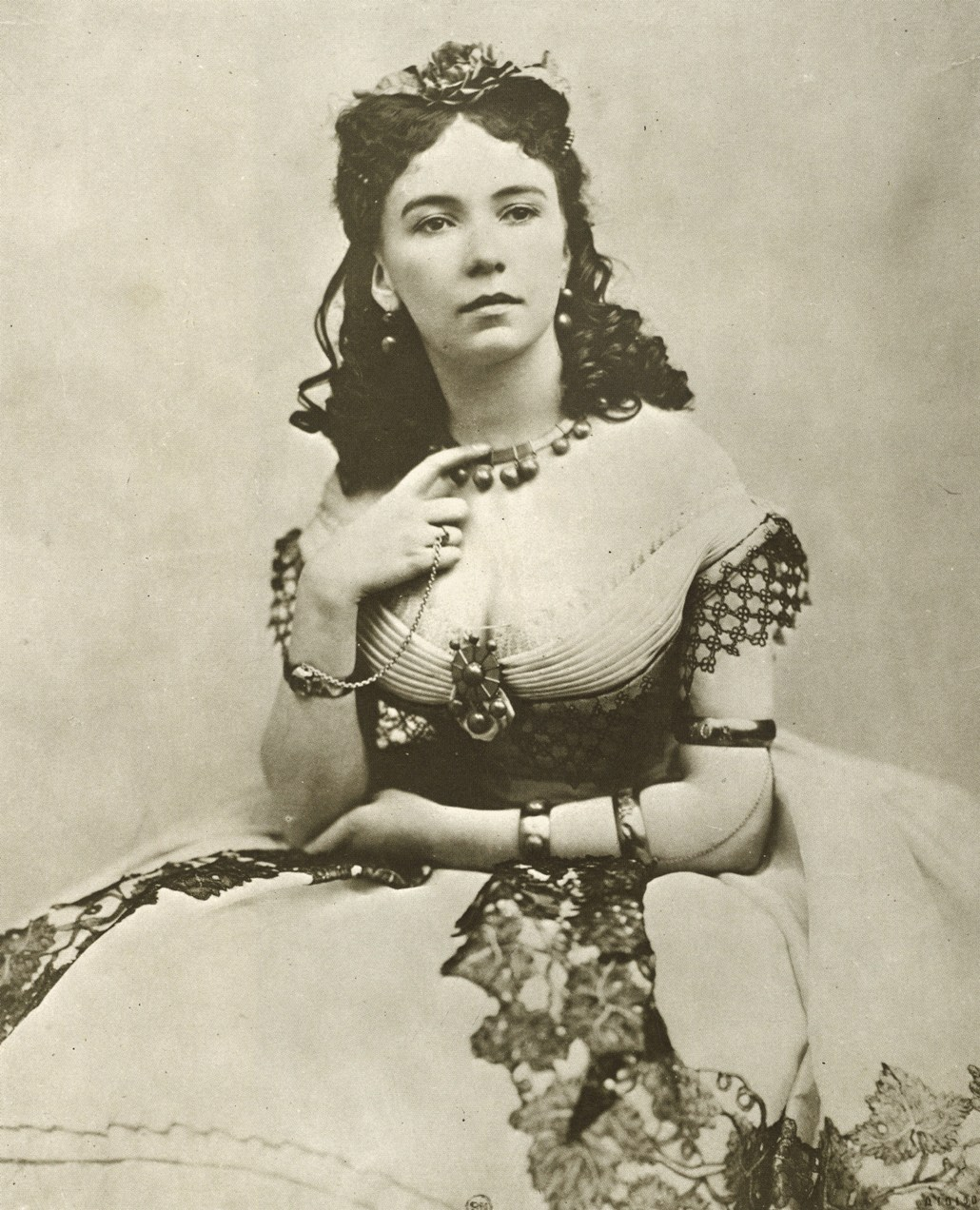
Fotografie originală a Corei Pearl de Eugène Disdéri.

Extravaganțele Corei nu mai contenesc. De exemplu, ea face baie în șampanie sau își vopsește pudelul în albastru pentru a se potrivi cu rochia ei. Cora Pearl este poreclită la grande horizontale sau le plat du jour. Frecventează restaurante la modă, inclusiv Café Anglais, care oferă clienților săi separeuri. În celebrul separeu 16 de la Café Anglais, a pus să fie servită oaspeților ea însăși, pe o tavă imensă de argint, goală, ca desert. În timpul unei cine între femei și-ar fi dezvăluit sânii, ceea ce sugerează că îi plăcea să se prezinte pentru plăcere, și nu neapărat să-l ademenească pe client.
La zece zile după moartea ducele de Morny (10 martie 1865), Cora este abordată de ducele Emmanuel de Gramont-Caderousse, cu care are o relație pur "profesională", până la data de 25 septembrie 1865, data morții ducelui. În același an, în 1865, Cora l-a întâlnit pe prințul Napoléon, vărul împăratului. Va fi timp de câțiva ani amantul Corei. Prințul, ca binefăcător și protector, nu ezită să-i ofere două vile splendide, una la nr. 101 rue de Chaillot și cealaltă pe rue des Bassins..
Anii 1865-1870 reprezintă apogeul faimei, bogăției și puterii Corei Pearl. Averea ei crește considerabil, și ca și cele mai multe femei demi-mondene, ea risipește sume nebunești. În această perioadă, ea cumpără mai mult de șaizeci de cai și chiar cheltuie pentru unul din ei suma de 90.000 de franci. Succesul celor puternici a fost văzut în măreția amantelor lor. În 1867 a apărut pe scenă la Paris într-o montare a operei comice Orfeu în infern de Jacques Offenbach. Ea a moștenit suficient talent muzical pentru a juca rolul de Cupidon și apare pe scenă doar îmbrăcată în diamante. În fiecare seară, un diamant cade și se rostogolește, însă ea niciodată nu îl ridică: este bacșișul mașiniștilor.

## Declinul
În 1870 Franța a declarat război Prusiei. Războiul a durat mai puțin de un an însă Franța a fost înfrântă, ceea ce a marcat sfârșitul celui de-al Doilea Imperiu. Cora și-a transformat casa în spital iar ea a îngrijit răniții, pe cheltuiala ei. După ce prințul Napoleon a plecat în exil, rămasă fără protector, Cora s-a înglodat în datorii. 
Cora Pearl îl întâlnește în 1872, pe Alexander Duval, un proprietar bogat. Tatăl său, Louis Duval, făcuse avere deschizând la Paris, Les Bouillons Duval, un lanț de restaurante ieftine. După moartea tatălui său în 1870, Alexandre Duval conducea douăsprezece restaurante în capitală. Duval, la vârsta de 25 de ani devine amantul Corei, care avea 37 de ani. Nu durează mult până când Cora îi risipește averea. El plătea întreținerea caselor ei, și i-a făcut o mulțime de daruri: mașini, trăsuri  și chiar o carte constând din o sută de file de 1.000 de franci franci. El face datorii exorbitante pentru amanta sa iar familia lui Alexander decide să-i taie fondurile. Cora refuză să-l mai vadă. Disperat, la 19 decembrie 1872, Alexandre reușește să forțeze intrarea, în ciuda opozției servitorilor, și se împușcă în fața amantei sale însă tentativa de sinucidere nu reușește. Această poveste îl inspiră pe Émile Zola pentru sinuciderea lui Georges Hugon în romanul său, Nana.
Consecințele acestui incident tragic nu au întârziat să apară. La două zile după tragedie, ea primește vizita unui comisar de poliție care îi ordonă să plece fără întârziere din Franța. Mai întâi Cora stă cu un prieten la Monte Carlo, apoi pleacă spre Nisa și, în cele din urmă, la Milano unde la găsit pe prințul Napoleon. Mobilierul și obiectele din casa ei sunt confiscate la cererea creditorilor. Prințul o întreține o vreme, dar în cele din urmă, în 1874, a întrerupt orice contact cu ea.
Cora se întoarce la Paris însă nu-și va mai găsi niciodată poziția în societatea înaltă și în existența ei de lux. Situația ei în declin o obligă să-și vândă casele, bijuteriile și tablourile. Imediat după publicarea memoriilor sale, Cora Pearl a devenit grav bolnavă de cancer la stomac. A murit la 51 de ani, la etajul întâi al unei mici căsuțe din Paris, la 8 iulie 1886. Câțiva din numeroșii ei amanți au plătit înmormântarea la cimitirul Batignolles din Paris.